# Сливовица
Сливовица (буг. Сливовица) село је у северној Бугарској, општина Златарица, Великотрновска област.